# Anaphosia astrigata
Anaphosia astrigata là một loài bướm đêm thuộc phân họ Arctiinae, họ Erebidae.